# Каза Андрини (Павија)
Каза Андрини је насеље у Италији у округу Павија, региону Ломбардија.
Према процени из 2011. у насељу је живело 12 становника. Насеље се налази на надморској висини од 681 м.